# Nurten Albayrak
Nurten Albayrak (Sivas, 3 april 1965) is een Nederlands ambtenaar en bestuurder. Zij was bestuursvoorzitter van het Centraal Orgaan opvang asielzoekers (COA). Zij raakte in 2012 in opspraak vanwege haar beleid als directeur en werd ontslagen.

## Carrière
Albayrak volgde een hbo-opleiding personeel & arbeid en de studie sociologie van arbeid en organisatie aan de UvA. Zij heeft onder andere gewerkt bij de ministeries van Binnenlandse Zaken en Volksgezondheid, Welzijn en Sport. Sinds 2001 was ze directeur personeel en organisatie bij het COA en vanaf 2004 was zij daar algemeen directeur.

### Opspraak
Op 18 september 2011 werd in het NOS Journaal gemeld dat de werksfeer binnen het COA verziekt was. Albayrak zou er als directeur een schrikbewind op nahouden. Daarnaast zou zij zichzelf een salaris toegekend hebben dat aanzienlijk hoger lag dan de Balkenendenorm. Omdat zij minister Gerd Leers hierover bovendien onjuist zou hebben geïnformeerd, was dit voor hem reden haar per direct op non-actief te stellen. In oktober verloor zij een kort geding dat zij tegen haar schorsing had aangespannen. Leers stelde een onafhankelijk onderzoek in naar het functioneren van het COA.
Op 10 januari 2012 bepaalde het gerechtshof Den Haag in hoger beroep dat het COA Albayrak vanaf 1 maart weer aan het werk moest laten gaan. Deze uitspraak ging over de non-activiteit als maatregel en niet over de inhoudelijke kant van haar functioneren. De ondernemingsraad van het COA verklaarde naar aanleiding van deze uitspraak tegen de terugkeer van Albayrak te zijn. De Telegraaf berichtte op 18 januari dat het ministerie van Binnenlandse zaken van Albayrak af wilde, maar dat contractueel was vastgelegd dat Albayrak bij een gedwongen ontslag 18 maandsalarissen zou ontvangen (bij een jaarsalaris van € 273.000).
Albayrak maakte op 17 januari 2012 bekend een klacht in te dienen tegen de NOS bij de Raad voor de Journalistiek, vanwege schade aan haar reputatie, door de berichtgeving.
Albayrak spande in maart 2012 een kort geding aan waarin zij eiste inzicht te krijgen in de onderzoeksresultaten van de Commissie die onder leiding van oud-staatssecretaris en hoogleraar Michiel Scheltema de werksfeer en de rol van Albayrak bij het COA onderzoekt. Albayrak had wel inzage gekregen in het concept-rapport, maar vond dat zij inzage moest hebben in de verslagen van gesprekken met de medewerkers. Scheltema was van mening dat die gesprekken vertrouwelijk waren. Albayrak verloor deze rechtszaak en kondigde aan in hoger beroep te gaan.

### Rapport Commissie-Scheltema
Op 19 april 2012 werd het rapport van de Commissie-Scheltema openbaar gemaakt. Dit rapport was uitermate negatief over het functioneren van Albayrak. Volgens het rapport heeft de bestuursstijl van Albayrak in belangrijke mate bijgedragen aan de sociale onveiligheid binnen de organisatie. Zij was niet ontvankelijk voor kritiek, eventuele kritiek werd "effectief geneutraliseerd". Albayrak gaf bewust onjuiste informatie, zoals over haar salaris en het privégebruik van haar dienstauto. Bij vragen over dit laatste heeft zij geprobeerd dit te maskeren door het fictief aanpassen van haar agenda om de gemaakte privékilometers te verklaren. Het eindoordeel van de commissie over Albayraks optreden: "Naar het oordeel van de Commissie past de wijze van optreden van de algemeen directeur niet in de publieke dienst."
Albayrak sprak alle conclusies van het rapport tegen.
Naar aanleiding van dit rapport werd Albayrak ontslag aangezegd door het COA. Verschillende fracties in de Tweede Kamer vonden dat Albayrak te veel ontvangen vergoedingen moet terugbetalen. Albayrak liet tijdens een persconferentie echter weten niets terug te zullen betalen. Integendeel, haar advocaat zei te willen kijken wat het COA gaat aanbieden, om de schade die ze heeft geleden te compenseren.

### Uitspraken en afwijzing schadevergoeding
Op 8 oktober 2014 kreeg het COA gelijk in twee rechtszaken. De civiele rechter en de kantonrechter in Den Haag oordeelden dat het COA gelijk had in het conflict. De civiele rechter oordeelde dat de keuze van het COA om Albayrak na de uitspraak van de rechtbank waarin haar op non-actiefstelling beëindigd werd opnieuw op non-actief te stellen terecht was en wees daarom de eis tot betaling van achterstallig salaris en de schadevergoeding wegens kennelijk onredelijk ontslag van in totaal € 4.731.539,– af. De kantonrechter oordeelde tegelijkertijd dat het ontslag niet "kennelijk onredelijk" was.
Op basis van getuigenverklaringen bij de rechter-commissaris en de kantonrechter achtte de rechtbank in beide zaken bewezen dat Albayrak tegenover (medewerkers van) de minister en leden van de raad van toezicht – in strijd met de waarheid – meermalen heeft verklaard dat zij de dienstauto niet voor privédoeleinden gebruikte.
De kantonrechter oordeelde dat Albayrak geen recht had op de door haar geëiste contractuele ontslagvergoeding van € 352.253,41. De oorzaak van het ontslag lag immers volledig binnen de risicosfeer van Albayrak en lag niet aan oorzaken buiten haar handelen. Ook de vergoeding voor immateriële schade van € 50.000,– werd afgewezen door de kantonrechter.

### Vervolging en veroordeling wegens valsheid in geschrifte
Op 19 februari 2015 werd bekend dat Albayrak later dat jaar voor de strafrechter zou moeten verschijnen op verdenking van valsheid in geschrifte (het achteraf laten aanpassen van haar agenda om het privégebruik van haar dienstauto te maskeren). Op 28 januari 2016 veroordeelde de rechtbank in Den Haag Nurten Albayrak wegens valsheid in geschrifte tot een werkstraf van 140 uur. Op 14 februari 2017 is deze straf door het gerechtshof bijgesteld naar 100 uur werkstraf.

## Privé
Nurten Albayrak is een nicht van de politici Neza Albayrak en Nebahat Albayrak.